# Helena Bross
Helena Maria Elisabet Bross, ogift Bengtsson, född 13 april 1950 i Stockholm, är en svensk lågstadielärare och barnboksförfattare.
Helena Bross kom till Vällingby vid sex års ålder. I skolan hade hon svårt att lära sig att läsa varför hon, när de andra hade roliga timmen, skickades till läsfröken. När hon senare fick veta att hon var ordblind var det en lättnad. I tredje klass fick hon en lärare som var specialiserad på läs- och skrivsvårigheter. Då lossnade det och Helena Bross lärde sig läsa och framförallt skriva vilket hon gjorde med stor förtjusning.
Efter genomgången utbildning till lågstadielärare började Bross 1973 verka inom yrket. Arbetet bland barn gav inspiration att skriva böcker. 1978 debuterade hon som författare med kåserier i Lärarnas tidning. 1987 kontaktas hon av ett förlag och börjar skriva barnböcker. Hon har sedan gett ut ett stort antal böcker, det handlar om lättlästa böcker, så kallade kapitelböcker och läromedel. Hon har också gett ut biografier för barn, dessa har handlat om Olof Palme, Astrid Lindgren och Abba.
Hennes böcker har även getts ut på andra språk och Helena Bross har också gjort en rad översättningar av böcker till svenska. Som kåsör medverkar hon sedan många år i Lärarnas Tidning. Hon är bosatt i Vällingby.